# 赤塚駅

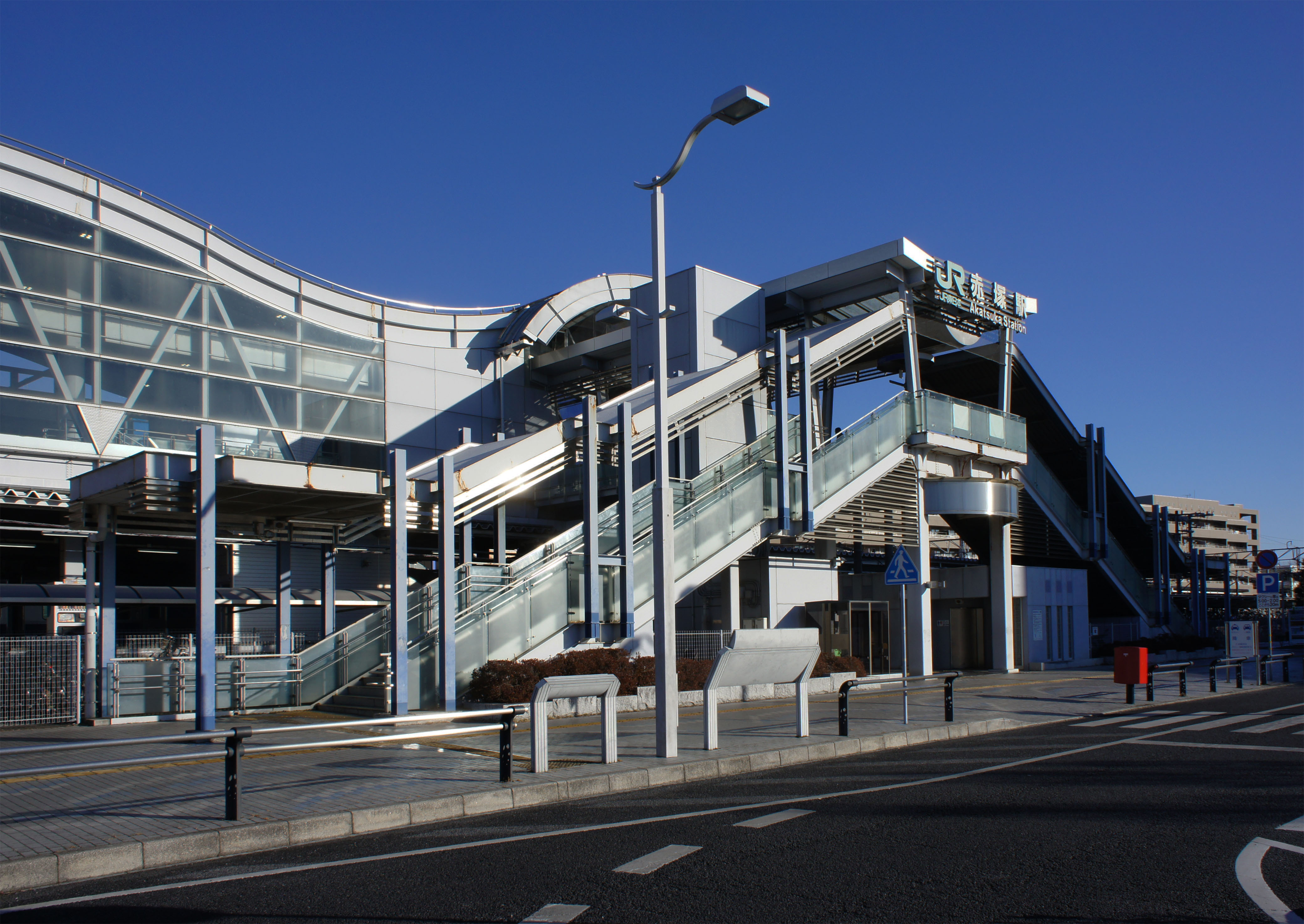
南口（2022年1月）

赤塚駅（あかつかえき）は、茨城県水戸市赤塚一丁目にある、東日本旅客鉄道（JR東日本）常磐線の駅である。事務管コードは▲421114。
昼間時間帯を除いて友部駅から乗り入れる水戸線の列車も停車する。

## 概要
当駅は水戸市の西部に位置する。特急「ときわ」のうち、朝夕の通勤時間帯に上下線合わせて1日6本が停車する。かつては、茨城交通茨城線の起点駅であり、桂村（現・城里町）まで結ばれていたが、1971年（昭和46年）2月11日に廃止された。

## 歴史
- 1894年（明治27年）1月4日：日本鉄道の駅として開業[6]。
- 1906年（明治39年）11月1日：日本鉄道が国有化され、官設鉄道の所属となる[6]。
- 1909年（明治42年）10月12日：線路名称制定により常磐線の所属となる[6]。
- 1926年（大正15年）10月24日：茨城鉄道線（後の茨城交通茨城線）が開通[7]。
- 1949年（昭和24年）6月1日：日本国有鉄道が発足。
- [8]1971年（昭和46年）2月11日：茨城線が廃止。
- 1985年（昭和60年）3月14日：荷物扱い廃止[2]。
- 1987年（昭和62年）4月1日：国鉄分割民営化により、東日本旅客鉄道（JR東日本）・日本貨物鉄道（JR貨物）の駅となる[9]。
- 1991年（平成3年）4月1日：貨物列車の設定廃止[2]。
  - かつて駅南側に広がっていた日清製粉、昭和産業水戸工場へ専用線が続いていた。大川駅からホキ2200形を使用する穀物輸送列車が運行されていたが、1990年7月末に工場が閉鎖されたため廃止された。
- 1998年（平成10年）10月9日：駅舎改築工事に着手[10]。
- 1999年（平成11年）
  - 4月1日：自由通路が完成[11]。
  - 11月21日：橋上駅舎の仮使用開始[11]。
- 2000年（平成12年）
  - 3月24日：新駅舎・駅前広場など全面供用開始[11]。
  - 10月20日：列車が発着に合わせて運転方向が変わる列車連動型エスカレーターの供用開始[12]。
- 2001年（平成13年）11月18日：ICカードSuica供用開始[13]。
- 2005年（平成17年）12月10日：日本貨物鉄道の駅が廃止。
- 2015年（平成27年）
  - 4月1日：JR水戸鉄道サービスが駅業務を受託する業務委託駅となる。
  - 7月1日：駅業務受託がJR東日本ステーションサービスへ移管[14]。
- 2024年（令和6年）2月29日：みどりの窓口の営業を終了[3]。

## 駅構造
単式ホーム1面1線と島式ホーム1面2線、合計2面3線のホームを持つ地上駅である。2・3番線ホームには、Suica専用のグリーン券売機がある。2番線は上下両用の待避線で、土休日のみ上り1本が使用する。上りの朝4本と夜時間帯のときわ号が当駅に停車する。
橋上駅舎を備える。改札口は一箇所で、南北自由通路により北口・南口に連絡している。改札口横に、改札内外どちらからも利用できるKIOSKが置かれている。北口は小さなデッキになっており、再開発ビルや水戸市営の駐車場・駐輪場と接続している。駅舎改築に合わせてバリアフリー対応がなされ、地上と改札階間、改札階とホーム間とすべてにエレベーターが利用できる。
JR東日本ステーションサービスが駅業務を受託する業務委託駅であり、水戸統括センター（水戸駅）が管理する。ただし、お客さまサポートコールシステムが導入されており、早朝は遠隔対応のため改札係員は不在となる。また、指定席券売機・Suica対応自動改札機が設置されている。

### のりば
| 番線 | 路線             | 方向 | 行先                   |
| ---- | ---------------- | ---- | ---------------------- |
| 1    | ■ 常磐線         | 下り | 水戸・日立・いわき方面 |
| 2・3 | ■ 常磐線         | 上り | 土浦・我孫子・上野方面 |
| 2・3 | ■ 水戸線         | 上り | 下館・小山方面         |
| 2・3 | ■ 上野東京ライン | 上り | 上野・東京・品川方面   |

（出典：JR東日本:駅構内図）
なお、2024年3月現在、上下線ともに2番線を発着する営業列車は存在しない。

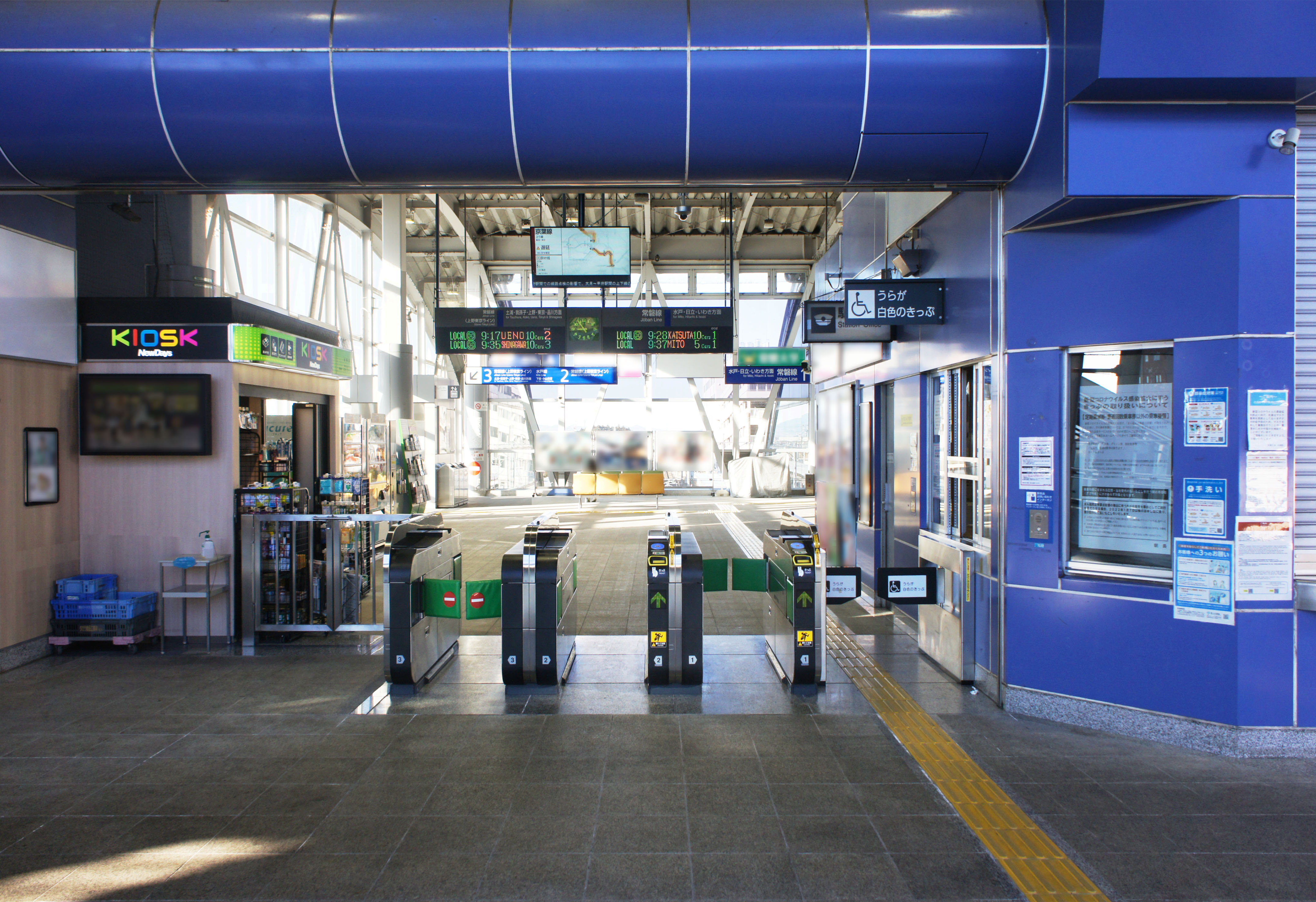
改札口（2022年1月）
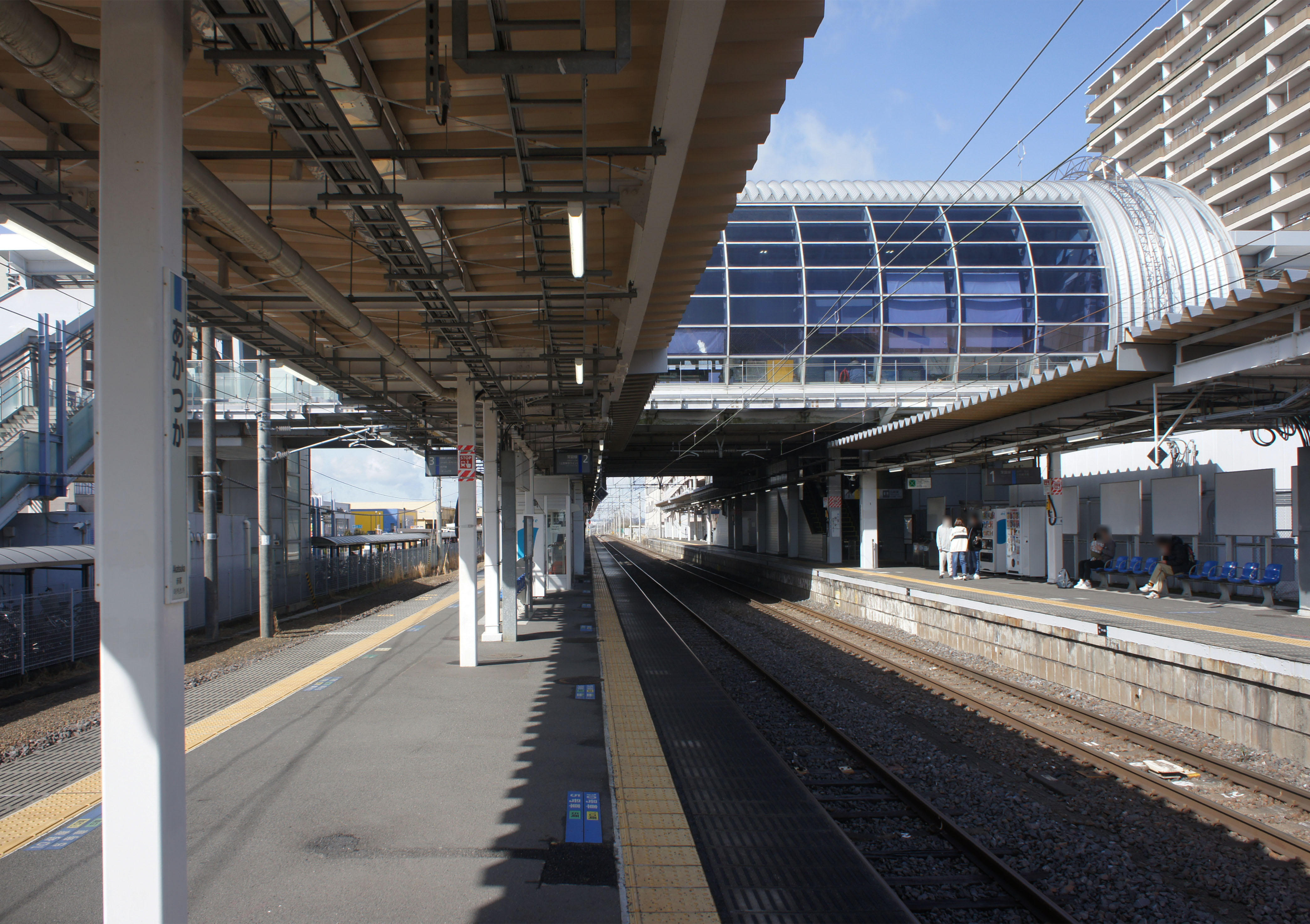
ホーム（2022年3月）

## 利用状況
JR東日本によると、2023年度（令和5年度）の1日平均乗車人員は5,765人である。
2000年度（平成12年度）以降の推移は以下のとおりである。
| 乗車人員推移       | 乗車人員推移     | 乗車人員推移    |
| 年度               | 1日平均 乗車人員 | 出典            |
| ------------------ | ---------------- | --------------- |
| 2000年（平成12年） | 4,651            | [ 利用客数 2 ]  |
| 2001年（平成13年） | 4,942            | [ 利用客数 3 ]  |
| 2002年（平成14年） | 4,984            | [ 利用客数 4 ]  |
| 2003年（平成15年） | 4,872            | [ 利用客数 5 ]  |
| 2004年（平成16年） | 4,949            | [ 利用客数 6 ]  |
| 2005年（平成17年） | 5,305            | [ 利用客数 7 ]  |
| 2006年（平成18年） | 5,415            | [ 利用客数 8 ]  |
| 2007年（平成19年） | 5,563            | [ 利用客数 9 ]  |
| 2008年（平成18年） | 5,603            | [ 利用客数 10 ] |
| 2009年（平成21年） | 5,586            | [ 利用客数 11 ] |
| 2010年（平成22年） | 5,461            | [ 利用客数 12 ] |
| 2011年（平成23年） | 5,532            | [ 利用客数 13 ] |
| 2012年（平成24年） | 5,700            | [ 利用客数 14 ] |
| 2013年（平成25年） | 5,894            | [ 利用客数 15 ] |
| 2014年（平成26年） | 5,916            | [ 利用客数 16 ] |
| 2015年（平成27年） | 6,154            | [ 利用客数 17 ] |
| 2016年（平成28年） | 6,249            | [ 利用客数 18 ] |
| 2017年（平成29年） | 6,313            | [ 利用客数 19 ] |
| 2018年（平成30年） | 6,277            | [ 利用客数 20 ] |
| 2019年（令和元年） | 6,354            | [ 利用客数 21 ] |
| 2020年（令和02年） | 4,690            | [ 利用客数 22 ] |
| 2021年（令和03年） | 4,983            | [ 利用客数 23 ] |
| 2022年（令和04年） | 5,450            | [ 利用客数 24 ] |
| 2023年（令和05年） | 5,765            | [ 利用客数 1 ]  |

## 駅周辺

### 北口
- ミオスタワー
  - 茨城県後期高齢者医療広域連合事務所
- 水戸市役所赤塚出張所
- 赤塚郵便局
- 国家公務員共済組合連合会水府病院
- 水戸済生会総合病院
- 大久保病院
- 大塚池公園
- 水戸市立西部図書館
- 水戸市立石川中学校

### 南口
- ヨークタウン赤塚（姫子2-30[15]、2005年（平成17年）4月22日開業[15]）
  - ヨークベニマル赤塚店[15]
- フレスポ赤塚（河和田1‐1[16]、2005年（平成17年）3月25日開業[16]）
  - カスミフードスクエア水戸赤塚店[16]
- 水戸市立見和図書館
- ツインフィールド
- 国道50号水戸バイパス
- 水戸市立赤塚中学校
- ジェーソン水戸河和田店

## バス路線

### 北口
1番のりば
- 茨城交通
  - 水戸駅行

2番のりば
- 高速バス
  - 「みと号」 東京駅日本橋口行（関東鉄道・茨城交通・JRバス関東）
  - 名古屋駅行（茨城交通）
  - 東京ディズニーリゾート行（関東鉄道）
  - 「TMライナー」つくばセンター（TXつくば駅）行（関東鉄道）※土休日のみ停車
- 茨城交通
  - イオンモール水戸内原行
  - 河和田団地行 ※土曜休日早朝1便のみ
  - 双葉台2丁目行
  - 双葉台5丁目行
  - 石塚車庫行
  - 桜ノ牧高校常北校行

3番のりば
- 茨城交通
  - 茨大前営業所行
  - 水戸駅行

### 南口
2019年4月に南口乗り場が再編された。
1番のりば
- 茨城交通
  - 水戸駅行

2番のりば
- 茨城交通
  - 水戸駅行
- 関東鉄道
  - 水戸駅行[18]
  - けやき台団地行
  - 東部工業団地行
  - 吉沢車庫行

3番のりば
- 茨城交通
  - 河和田団地行

4番のりば
- 茨城交通
  - 県庁バスターミナル行
  - 智学館中等教育学校行
  - 水戸医療センター行
  - 常陸高田行
  - 鯉淵営業所行 ※平日夜一便のみ

## その他
- 貨物列車が全盛のころは水戸駅寄りの水戸街道踏切は入換のため開かずの踏切になった。廃止になるまで踏切手がいた。ただし末期は警報機が鳴り始めたら安全を確認してボタンを押して遮断機を下げるだけで、電車（列車）が踏切通過後に鳴り終わると自動で上がった。
- 2023年現在も県道177号水戸街道踏切付近に専用線の橋台や枕木，犬釘等が残されている。また，踏切から見て駅側の専用線路盤跡には保守用側線が敷かれている。
- かつては上り列車は最後部を揃えて停車していたが、7両と11両の最前部の停車位置は設置されずそれぞれ8両と12両の位置を先頭にして停車した。

## 隣の駅
※特急「ときわ」の隣の停車駅は列車記事を参照。
東日本旅客鉄道（JR東日本）
■常磐線（■水戸線直通含む）
- 特急「ときわ」一部停車駅

■普通
内原駅 - 赤塚駅 - *（臨）偕楽園駅 - 水戸駅
*偕楽園駅は下り列車のみ停車可能

### かつて存在した路線
茨城交通
茨城線
赤塚駅 − 東石川駅

### 記事本文